# キノット
キノット（伊:chinotto）は、柑橘類の一種である。産地は主にイタリア。実は小さく苦い。ジュース、食後酒の原料となる他、砂糖漬けに加工されて食される。
16世紀初頭にサヴォーナへ持ち込まれ、以降、当地で品種改良を重ねてきた。
キノットジュースはイタリアでは有名で、世界各地のイタリア系移民街でも見かけられる。色はコカ・コーラに似た色で、味は甘さと苦みが混ざっている。サンペレグリノ社のCHINOなどがメジャー・ブランドである。

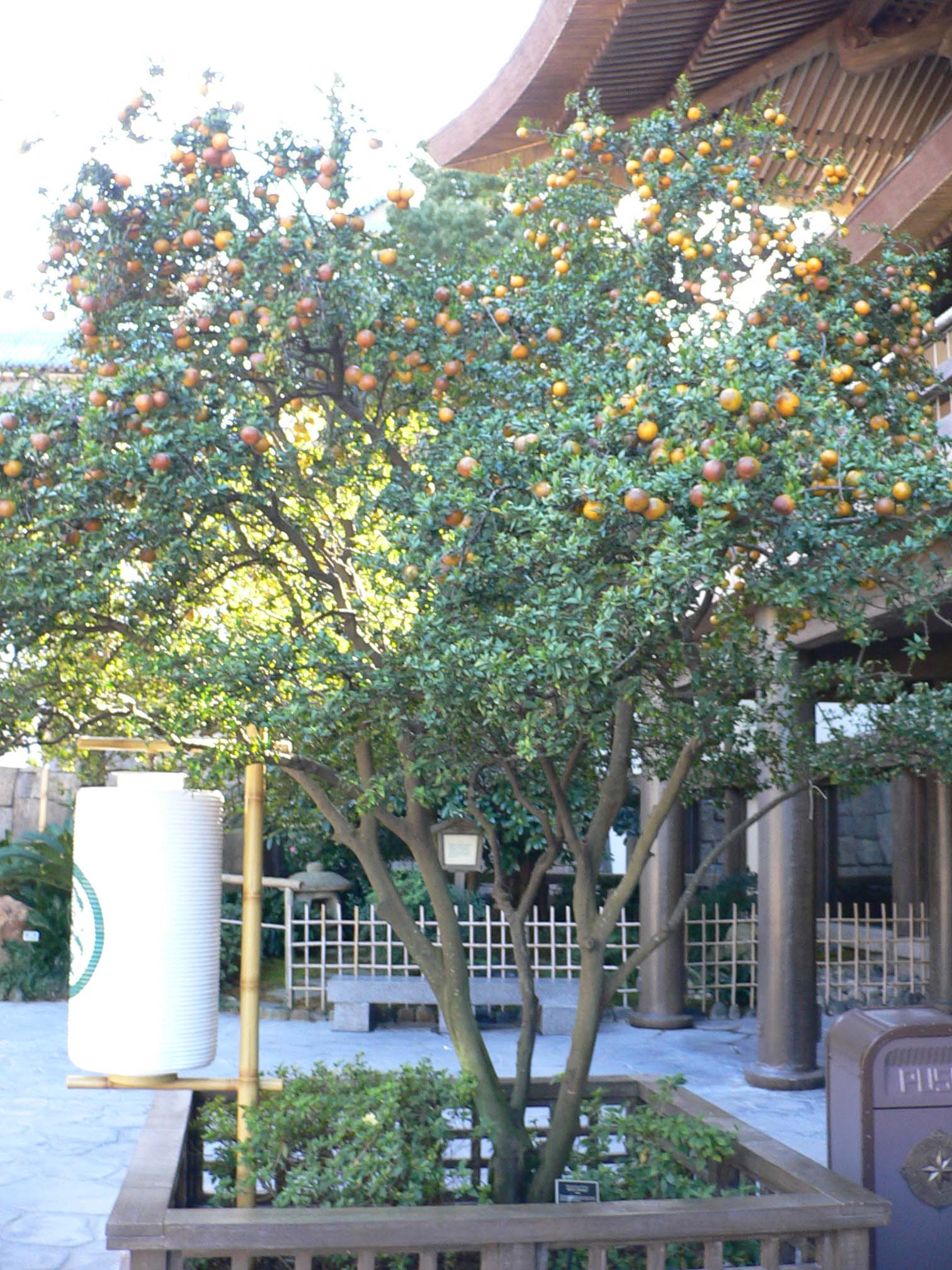
キノットの木